# تكاديرت (آيت علي لقبلت)
تكاديرت هو دُوَّار يقع بجماعة أنفك، إقليم سيدي إفني، جهة كلميم واد نون في المملكة المغربية. ينتمي الدوّار لمشيخة آيت علي لقبلت التي تضم 59 دوار. يقدر عدد سكانه بـ 233 نسمة حسب الإحصاء الرسمي للسكان والسكنى لسنة 2004.

## روابط خارجية
- البوابة الوطنية للجماعات الترابية نسخة محفوظة 12 مارس 2018 على موقع واي باك مشين.
- المندوبية السامية للتخطيط